# Hynobius chinensis
La salamandra menuda de China (Hynobius chinensis) es una especie de anfibio caudado de la familia Hynobiidae. Es endémica del China. Su hábitat natural son los bosques templados y los ríos y marismas. Está considerada en peligro de extinción por la pérdida de hábitat.